# حال که دیوانه شدم
 حال که دیوانه شدم نام یک آلبوم موسیقی اثر سلی، هنرمند ایرانی است که در سبک پاپ تهیه شده و دارای ۱۱ آهنگ است.

## فهرست آهنگ‌ها
| ردیف | آهنگ              |
| ۱    | حال که دیوانه شدم |
| ۲    | ستاره             |
| ۳    | بانوی شهر آواز    |
| ۴    | نسیم یار          |
| ۵    | بهت نگفتم         |
| ۶    | شادی              |
| ۷    | زندگی دوباره      |
| ۸    | مستم              |
| ۹    | گل سیب            |
| ۱۰   | صدف               |
| ۱۱   | نگار              |